# Александр Иванович
Александр Иванович (ок. 1379 — 25 октября 1425) — великий князь Тверской с 22 мая по 25 октября 1425 года. Сын Ивана Михайловича Тверского.

## Биография
Точная дата рождения неизвестна. Первое упоминание приходится на 1390 год, когда Александр находился в числе встречавших приглашенного в Тверь митрополита Киприана.
В 1399 году совместно со своим отцом получил от деда Михаила Александровича Тверь и ряд других городов, однако князь Иван Михайлович осуществлял правление самостоятельно.
В 1402 году становится удельным князем холмским (после князя Ивана Всеволодовича). В дальнейшем он стал принимать заметное участие в тогдашних политических событиях. В 1403 году по поручению отца ходил с тверскими полками на Кашин и завладел им. По поручению отца встречался с Витовтом (1404 и 1411 годы).
После смерти великого князя Ивана Михайловича Александр Иванович унаследовал великокняжеский тверской стол, однако 25 октября 1425 года умер после пятимесячного правления предположительно от чумы, бушевавшей в то время на Руси.

## Семья
В 1397 году женился на дочери моложского (ветвь ярославских князей) князя Фёдора Михайловича, имя которой не известно. В браке имел трёх детей.
- Ярослав (умер в 1435) — князь городецкий.
- Юрий (умер в 1426) — великий князь Тверской.
- Борис (умер в 1461) — великий князь Тверской.